# De Doeze
De Doeze is een natuurgebied in de Nederlandse provincie Drenthe.

## Ligging
De Doeze is een komvormig dal met hoge randen, dat ligt in het natuurgebied Holtingerveld tussen de dorpen Havelte, Uffelte, Wittelte en Wapserveen. 

## Ontstaan van De Doeze
De Doeze is een door zandruggen omgeven uitblazingskom die ontstaan is in de laatste fase van de ijstijd, ongeveer 13.000 jaar geleden. De uitblazingskom is later met veen bedekt.
De Doeze is jarenlang gebruikt door boeren uit Havelte om er veen uit te halen, dat gedroogd werd gebruikt als brandstof (turf). Er wordt geen veen meer gestoken. De Doeze is nu een uitgedroogde veenplas.
Het Holtingerveld is een Natura 2000 natuurgebied en bevat waardevolle landschapselementen die van botanisch en cultuurhistorisch belang zijn. In 2013 is de Havelterberg, een heuvel met heide op het Holtingerveld, door de Provincie Drenthe aangewezen als aardkundig monument, waarbij ook De Doeze de aanduiding van aardkundig monument kreeg.